# Arachnocampa tasmaniensis
Arachnocampa tasmaniensis är en tvåvingeart som beskrevs av Ferguson 1925. Arachnocampa tasmaniensis ingår i släktet Arachnocampa och familjen platthornsmyggor.
Artens utbredningsområde är Tasmanien. Inga underarter finns listade i Catalogue of Life.